# Erilophodes spinosa
Erilophodes spinosa là một loài bướm đêm trong họ Geometridae.